# Ateuchus ecuadorensis
Ateuchus ecuadorensis là một loài bọ cánh cứng trong họ Bọ hung (Scarabaeidae).